# Stepówka rudogardła

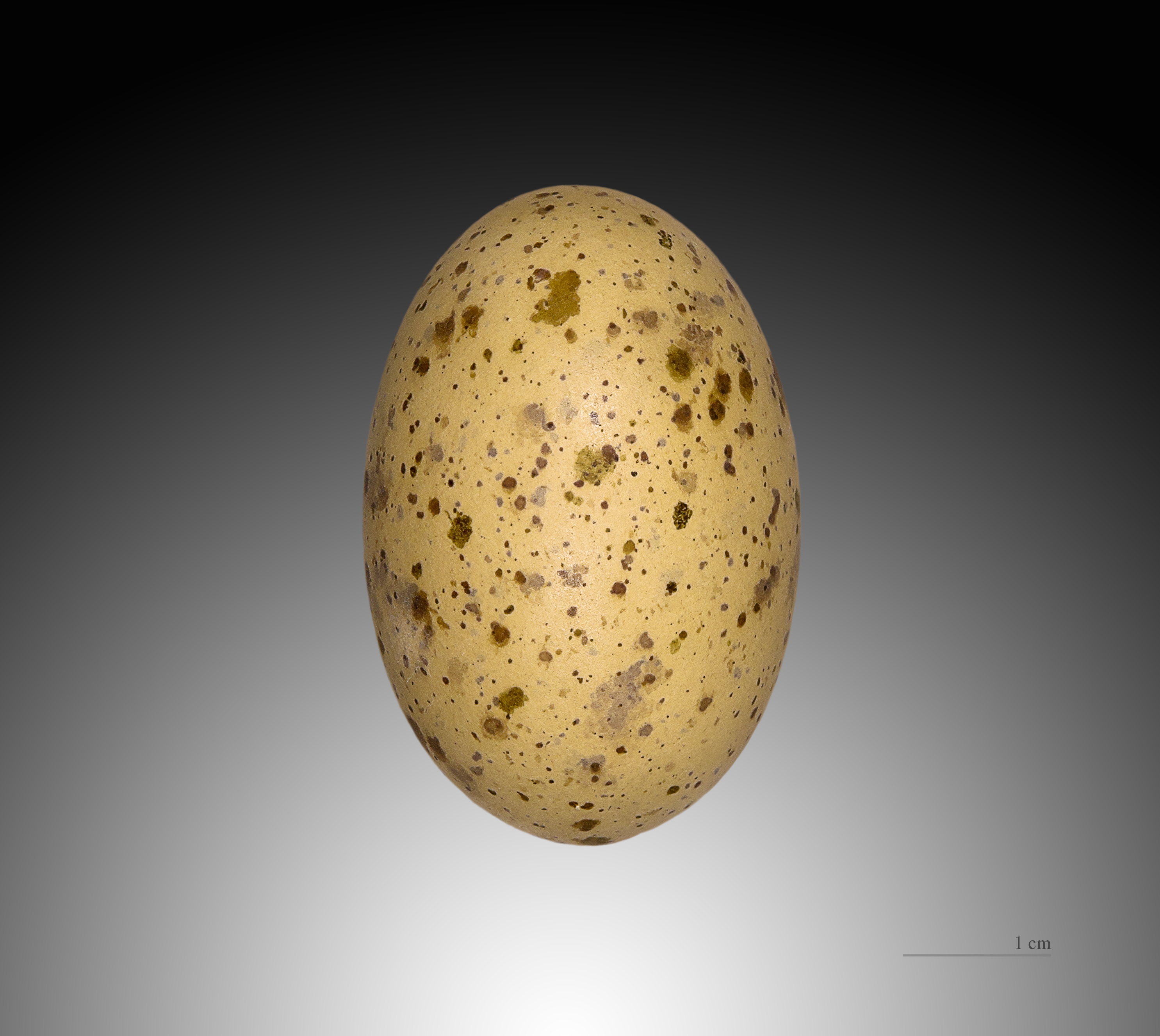
Jajo z kolekcji muzealnej

Stepówka rudogardła (Pterocles senegallus) – gatunek średniej wielkości ptaka z rodziny stepówek (Pteroclidae), zamieszkujący Afrykę – Saharę i dalej na południowy wschód po Półwysep Somalijski, oraz Azję – od Bliskiego Wschodu do północno-zachodnich Indii. Nie wyróżnia się podgatunków. Nie jest zagrożona wyginięciem.
WymiaryDługość ciała 30–35 cm, rozpiętość skrzydeł 53–65 cm, masa ciała około 250–340 g.
EkologiaWystępuje na płaskich, pustynnych i kamienistych terenach nizinnych. Wodopoje odwiedza rano, często w dużych stadach. Żywi się głównie małymi i twardymi nasionami.
StatusIUCN uznaje stepówkę rudogardłą za gatunek najmniejszej troski (LC, Least Concern) nieprzerwanie od 1988 roku. Liczebność światowej populacji nie została oszacowana, ale ptak ten opisywany jest jako szeroko rozpowszechniony i pospolity w większości zasięgu występowania. Ze względu na brak dowodów na spadki liczebności bądź istotne zagrożenia dla gatunku BirdLife International uznaje trend liczebności populacji za stabilny.